# جگواری
جگواری (به پرتغالی: Jaguari) یک منطقهٔ مسکونی در برزیل است که در ریو گرانده جنوبی واقع شده‌است. جگواری ۱۰٬۷۶۵ نفر جمعیت دارد.